# Phaonia brasiliensis
Phaonia brasiliensis är en tvåvingeart som beskrevs av Albuquerque 1958. Phaonia brasiliensis ingår i släktet Phaonia och familjen husflugor. Inga underarter finns listade i Catalogue of Life.